# Stephan Eberharter
Stephan Eberharter (Brixlegg, 24 de marzo de 1969) es un deportista austríaco que compitió en esquí alpino; campeón olímpico en Salt Lake City 2002 y tres veces campeón mundial.

## Trayectoria
Participó en tres Juegos Olímpicos de Invierno, entre los años 1992 y 2002, obteniendo en total cuatro medallas, una de plata en Nagano 1998, en la prueba de eslalon gigante, y tres en Salt Lake City 2002, oro en eslalon gigante, plata en supergigante y bronce en descenso.
Ganó cuatro medallas en el Campeonato Mundial de Esquí Alpino entre los años 1991 y 2003.
En la Copa del Mundo consiguió veintinueve victorias y 75 podios en total. Ganó la clasificación general de la Copa del Mundo en 2002 y 2003.
Fue galardonado con la Condecoración de Honor de Plata de la Orden al Mérito de la República de Austria (1998) y la Condecoración de Honor de Oro de la Orden al Mérito de la República de Austria (2003). Recibió el premio Skieur d’Or en 2002 y 2003. Fue nombrado «Deportista masculino del año» en su país en 1991 y 2002.

## Palmarés internacional
| Juegos Olímpicos   | Juegos Olímpicos                | Juegos Olímpicos  | Juegos Olímpicos |
| Año                | Lugar                           | Medalla           | Prueba           |
| ------------------ | ------------------------------- | ----------------- | ---------------- |
| 1998               | Nagano (Japón)                  | Medalla de plata  | Eslalon gigante  |
| 2002               | Salt Lake City (Estados Unidos) | Medalla de oro    | Eslalon gigante  |
| 2002               | Salt Lake City (Estados Unidos) | Medalla de plata  | Supergigante     |
| 2002               | Salt Lake City (Estados Unidos) | Medalla de bronce | Descenso         |
| Campeonato Mundial |                                 |                   |                  |
| Año                | Lugar                           | Medalla           | Prueba           |
| 1991               | Saalbach-Hinterglemm (Austria)  | Medalla de oro    | Supergigante     |
| 1991               | Saalbach-Hinterglemm (Austria)  | Medalla de oro    | Combinada        |
| 2001               | St. Anton (Austria)             | Medalla de plata  | Supergigante     |
| 2003               | St. Moritz (Suiza)              | Medalla de oro    | Supergigante     |